# Lista de deputados estaduais do Rio Grande do Sul da 51.ª legislatura
Esta é uma lista de deputados estaduais do Rio Grande do Sul. São relacionados o nome civil dos parlamentares que foram eleitos em 2002.

## Composição das bancadas
| Partido | Líder            | Bancada | Posição      |
| ------- | ---------------- | ------- | ------------ |
| PT      | Elvino Bohn Gass | 13 / 55 | Oposição     |
| PPB     | Jair Soares      | 10 / 55 | Independente |
| PMDB    | João Osório      | 9 / 55  | Governo      |
| PDT     | Giovani Cherini  | 7 / 55  | Oposição     |
| PTB     | Osmar Severo     | 6 / 55  | Governo      |
| PPS     | Cezar Busatto    | 3 / 55  | Independente |
| PSDB    | Ruy Pauletti     | 3 / 55  | Governo      |
| PSB     | Heitor Schuch    | 2 / 55  | Oposição     |
| PFL     | Marlon Santos    | 1 / 55  | Governo      |
| PCdoB   | Jussara Cony     | 1 / 55  | Oposição     |

## Deputados estaduais
| Número | Deputado                         | Partido | Votos  | Cidade onde nasceu        | Estado            |
| ------ | -------------------------------- | ------- | ------ | ------------------------- | ----------------- |
| 11111  | Vilson Covatti                   | PPB     | 94.095 | Palmitinho                | Rio Grande do Sul |
| 13400  | Raul Pont                        | PT      | 69.458 | Uruguaiana                | Rio Grande do Sul |
| 15138  | João Osório                      | PMDB    | 68.156 | Cachoeira do Sul          | Rio Grande do Sul |
| 12212  | Vieira da Cunha                  | PDT     | 62.912 | Cachoeira do Sul          | Rio Grande do Sul |
| 13120  | Bohn Gass                        | PT      | 60.578 | Santo Cristo              | Rio Grande do Sul |
| 23234  | Cezar Busatto                    | PPS     | 57.235 | Veranópolis               | Rio Grande do Sul |
| 45677  | Ruy Pauletti                     | PSDB    | 57.035 | Caxias do Sul             | Rio Grande do Sul |
| 14191  | Iradir Pietroski                 | PTB     | 55.397 | Itatiba do Sul            | Rio Grande do Sul |
| 12125  | Giovani Cherini                  | PDT     | 55.185 | Soledade                  | Rio Grande do Sul |
| 11112  | João Fischer                     | PPB     | 54.823 | Taquara                   | Rio Grande do Sul |
| 13113  | Flávio Koutzii                   | PT      | 54.787 | Porto Alegre              | Rio Grande do Sul |
| 11122  | Frederico Antunes                | PPB     | 53.833 | Uruguaiana                | Rio Grande do Sul |
| 13413  | Ronaldo Zülke                    | PT      | 52.303 | São Leopoldo              | Rio Grande do Sul |
| 65165  | Jussara Cony                     | PCdoB   | 51.592 | Quaraí                    | Rio Grande do Sul |
| 13240  | Ivar Pavan                       | PT      | 51.268 | Aratiba                   | Rio Grande do Sul |
| 12011  | Floriza dos Santos               | PDT     | 51.145 | São Sebastião do Caí      | Rio Grande do Sul |
| 11240  | Adolfo Brito                     | PPB     | 50.062 | Sobradinho                | Rio Grande do Sul |
| 14102  | Edemar Vargas                    | PTB     | 49.577 | Tupanciretã               | Rio Grande do Sul |
| 15640  | Luiz Fernando Salvadori Záchia   | PMDB    | 47.384 | Porto Alegre              | Rio Grande do Sul |
| 11055  | Jair Soares                      | PPB     | 47.178 | Porto Alegre              | Rio Grande do Sul |
| 40900  | Sergio Peres                     | PSB     | 46.652 | Santo Antônio da Patrulha | Rio Grande do Sul |
| 11123  | José Haidar Farret               | PPB     | 46.380 | Santa Maria               | Rio Grande do Sul |
| 15515  | Elmar Schneider                  | PMDB    | 46.358 | Estrela                   | Rio Grande do Sul |
| 13690  | Sérgio Antônio Görgen            | PT      | 44.849 | Não-Me-Toque              | Rio Grande do Sul |
| 13655  | Dionilso Marcon                  | PT      | 44.634 | Ronda Alta                | Rio Grande do Sul |
| 11250  | Luiz Valdir Andres               | PPB     | 42.808 | São Luiz Gonzaga          | Rio Grande do Sul |
| 12345  | Kalil Sehbe                      | PDT     | 42.794 | Caxias do Sul             | Rio Grande do Sul |
| 12244  | Paulo Azeredo                    | PDT     | 41.575 | Montenegro                | Rio Grande do Sul |
| 11444  | Marco Peixoto                    | PPB     | 41.308 | Santiago                  | Rio Grande do Sul |
| 13013  | Adão Villaverde                  | PT      | 41.047 | Alegrete                  | Rio Grande do Sul |
| 15000  | Alceu Moreira                    | PMDB    | 40.887 | Osório                    | Rio Grande do Sul |
| 14121  | Osmar Severo                     | PTB     | 40.422 | Venâncio Aires            | Rio Grande do Sul |
| 23200  | Bernardo de Souza                | PPS     | 40.158 | Pedro Osório              | Rio Grande do Sul |
| 40125  | Heitor Schuch                    | PSB     | 39.886 | Santa Cruz do Sul         | Rio Grande do Sul |
| 14130  | Abílio dos Santos                | PTB     | 39.790 | Canoas                    | Rio Grande do Sul |
| 13444  | Luís Fernando Schmidt            | PT      | 38.723 | Lajeado                   | Rio Grande do Sul |
| 14120  | Manoel Maria dos Santos          | PTB     | 38.361 | Três Barras               | Santa Catarina    |
| 14113  | Luís Augusto Lara                | PTB     | 38.227 | Bagé                      | Rio Grande do Sul |
| 15150  | Alexandre Postal                 | PMDB    | 38.198 | Guaporé                   | Rio Grande do Sul |
| 15550  | Janir Branco                     | PMDB    | 38.074 | Rio Grande                | Rio Grande do Sul |
| 15205  | Jair Foscarini                   | PMDB    | 37.444 | Novo Hamburgo             | Rio Grande do Sul |
| 13160  | Edson Portilho                   | PT      | 37.374 | Sapucaia do Sul           | Rio Grande do Sul |
| 11411  | Jerônimo Goergen                 | PPB     | 37.229 | Palmeira das Missões      | Rio Grande do Sul |
| 11233  | Pedro Westphalen                 | PPB     | 36.044 | Cruz Alta                 | Rio Grande do Sul |
| 12267  | João Luiz Vargas                 | PDT     | 35.774 | São Sepé                  | Rio Grande do Sul |
| 15500  | Márcio Biolchi                   | PMDB    | 35.241 | Carazinho                 | Rio Grande do Sul |
| 12412  | Adroaldo Loureiro                | PDT     | 34.853 | Santo Ângelo              | Rio Grande do Sul |
| 13001  | Estilac Martins Rodrigues Xavier | PT      | 33.564 | Santa Maria               | Rio Grande do Sul |
| 45009  | Sanchotene Felice                | PSDB    | 33.163 | Uruguaiana                | Rio Grande do Sul |
| 25500  | Marlon Santos                    | PFL     | 32.845 | Cachoeira do Sul          | Rio Grande do Sul |
| 13900  | Sérgio Stasinski                 | PT      | 31.922 | Camaquã                   | Rio Grande do Sul |
| 23123  | Berfran Rosado                   | PPS     | 29.306 | Rosário do Sul            | Rio Grande do Sul |
| 45122  | Paulo Brum                       | PSDB    | 28.543 | Fontoura Xavier           | Rio Grande do Sul |
| 15602  | Nelson Härter                    | PMDB    | 27.625 | Pelotas                   | Rio Grande do Sul |
| 13607  | Fabiano Pereira                  | PT      | 26.285 | Santa Maria               | Rio Grande do Sul |